# 克羅蒂夫希納
49°46′16″N 33°36′5″E / 49.77111°N 33.60139°E
克羅蒂夫什契納（羅馬化：Krotivshchyna）是位於烏克蘭中部的村莊，由波爾塔瓦州米爾霍羅德區的大巴哈奇卡市鎮負責管轄。該村處於普肖爾河畔，距離斯基比夫希納和盧卡希0.5公里，面積2.66平方公里，2001年人口808。